# Дембова-Ґура (Мазовецьке воєводство)
Дембова-Ґура (пол. Dębowa Góra) — село в Польщі, у гміні Одживул Пшисуського повіту Мазовецького воєводства.
У 1975-1998 роках село належало до Радомського воєводства.